# Alpha Jet
Az Alpha Jet a francia Dassault-Breguet és a német Dornier gyárak által kifejlesztett felsőszárnyas elrendezésű, kéthajtóműves kiképző repülőgép, amely alkalmas közeli légitámogató bevetésekre is. Kifejlesztését a Canadair T–33, a Dassault Mystère IVA és a Fiat G.91 leváltása tette szükségessé. A Német Légierő elsősorban csapásmérőnek fejlesztette (A, azaz Appui Tactique, magyarul harcászati csapásmérő), a Francia Légierő pedig elsősorban kiképző (E, azaz Ecole, magyarul „iskola”) feladatokra. A két fő változat eltérése az orr kialakításán is megfigyelhető: a franciáé félgömb, a németé csúcsban végződik.